# バッファロー郡 (ネブラスカ州)
座標: 北緯40度52分 西経99度04分 / 北緯40.86度 西経99.07度
バッファロー郡（英: Buffalo County）は、アメリカ合衆国のネブラスカ州にある郡である。人口は5万0084人（2020年）。郡庁所在地はカーニーである。
バッファロー郡は隣接するカーニー郡とカーニー小都市圏を構成している。
ネブラスカ州のナンバープレートで、バッファロー郡の車両は最初の数字が9になっている。これは1922年にナンバープレートの制度を確立した際、バッファロー郡の車両登録数が州内の郡のなかで9番目に多かったからである。

## 歴史
バッファロー郡は1855年に組織された。郡の名はその当時にバッファローが広く棲息していたことにちなんで名づけられた。

## 地理
アメリカ合衆国国勢調査局によると、この郡は総面積2,526 km2 (975 mi2) である。このうち2,507 km2 (968 mi2)が陸地で、19 km2 (7 mi2) が海や湖などの水地域である。総面積のうち0.75%が水地域となっている。

### 隣接する郡
- シャーマン郡（北）
- ハワード郡（北東）
- ホール郡（東）
- アダムズ郡（南東）
- カーニー郡（南）
- フェルプス郡（南西）
- ドーソン郡（西）
- カスター郡（北西）

## 人口動静

2000年の時点での郡の人口ピラミッド

2000年国勢調査によると、バッファロー郡には42,259人、15,930世帯、及び10,227家族が暮らしている。人口密度は17/km2 (44/mi2) で、7/km2 (17/mi2) の平均的な密度に16,830軒の住居が建っている。この郡の人種の構成は白人95.18%、黒人（アフリカ系アメリカ人）0.55%、先住民0.33%、アジア系0.68%、太平洋諸島系0.03%、その他の人種2.20%、及び混血1.03%で、4.66%の人々がヒスパニックまたはラテン系である。郡民のうち42.5%がドイツ系、8.1%がアイルランド系、7.8%がイングランド系、6.8%がアメリカ系、5.3%がスウェーデン系の移民の子孫である。
バッファロー郡に住む15,930世帯のうち、32.70%は18歳未満の子どもと暮らしており、52.90%は夫婦で生活している。8.30%は未婚の女性が世帯主であり、35.80%は家族以外の住人と同居している。26.10%は独居で、全世帯の9.60%は65歳以上の独居老人世帯である。1世帯あたりの平均人数は2.48人であり、家庭の場合は3.02人である。
郡の住民は25.00%が18歳未満の子どもで、18歳以上24歳以下が17.80%、25歳以上44歳以下が26.60%、45歳以上64歳以下が19.00%、および65歳以上が11.50%となっている。平均年齢は30歳である。女性100人ごとに対して男性は96.00人いて、18歳以上の女性100人ごとに対して男性は92.40人いる。
郡の世帯ごとの平均収入は36,782米ドルで、家族ごとでは46,247米ドルである。男性の30,182米ドルに対して女性は21,977米ドルの平均的な収入がある。この郡の一人当たりの収入 (per capita income) は17,510米ドルである。総人口の11.20%、家族の6.30%は貧困線以下である。18歳未満の子どもの10.50%及び65歳以上の8.50%は貧困線以下の生活を送っている。

## 都市および村

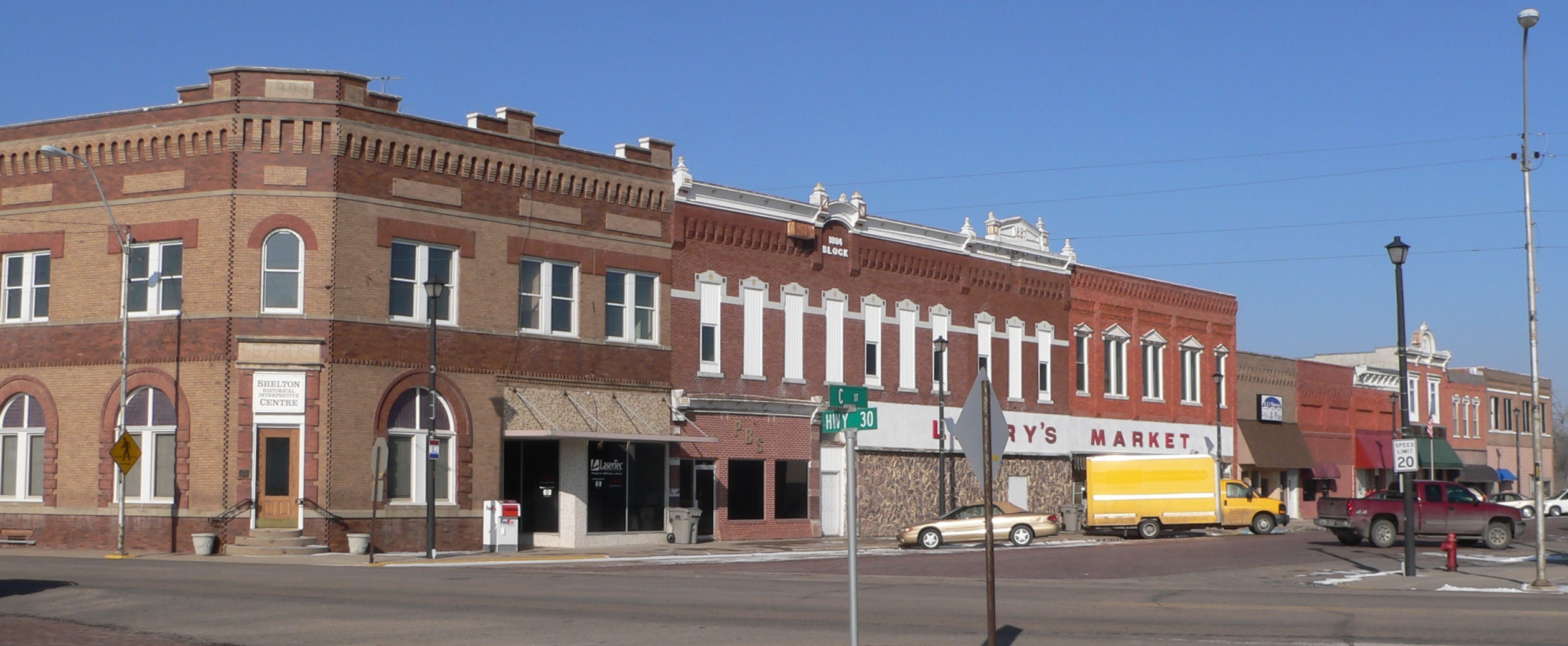
シェルトンのダウンタウン（2010年）

- カーニー（郡庁所在地）
- アマースト (en:Amherst, Nebraska)
- ブダ (en:Buda, Nebraska)
- エルム・クリーク (en:Elm Creek, Nebraska)
- ギボン (en:Gibbon, Nebraska)
- ミラー (en:Miller, Nebraska)
- プレザントン (en:Pleasanton, Nebraska)
- ラヴェンナ (en:Ravenna, Nebraska)
- リヴァーデール (en:Riverdale, Nebraska)
- シェルトン (en:Shelton, Nebraska)

## 郡区
- アルマダ (en:Armada Township, Buffalo County, Nebraska)
- ビーバー (en:Beaver Township, Buffalo County, Nebraska)
- シダー (en:Cedar Township, Buffalo County, Nebraska)
- センター (en:Center Township, Buffalo County, Nebraska)
- チェリー・クリーク (en:Cherry Creek Township, Buffalo County, Nebraska)
- コリンズ (en:Collins Township, Buffalo County, Nebraska)
- ディヴァイド (en:Divide Township, Buffalo County, Nebraska)
- エルム・クリーク (en:Elm Creek Township, Buffalo County, Nebraska)
- ガードナー (en:Gardner Township, Buffalo County, Nebraska)
- ガーフィールド (en:Garfield Township, Buffalo County, Nebraska)
- ギボン (en:Gibbon Township, Buffalo County, Nebraska)
- グラント (en:Grant Township, Buffalo County, Nebraska)
- ハリソン (en:Harrison Township, Buffalo County, Nebraska)
- ローガン (en:Logan Township, Buffalo County, Nebraska)
- ループ (en:Loup Township, Buffalo County, Nebraska)
- オデッサ (en:Odessa Township, Buffalo County, Nebraska)
- プラット (en:Platte Township, Buffalo County, Nebraska)
- リヴァーデール (en:Riverdale Township, Buffalo County, Nebraska)
- ラスコ (en:Rusco Township, Buffalo County, Nebraska)
- サルトリア (en:Sartoria Township, Buffalo County, Nebraska)
- シュナイダー (en:Schneider Township, Buffalo County, Nebraska)
- スコット (en:Scott Township, Buffalo County, Nebraska)
- シャロン (en:Sharon Township, Buffalo County, Nebraska)
- シェルトン (en:Shelton Township, Buffalo County, Nebraska)
- ソーントン (en:Thornton Township, Buffalo County, Nebraska)
- ヴァレー (en:Valley Township, Buffalo County, Nebraska)